# François Benoist
Pour les articles homonymes, voir Benoist.
François Benoist, né le 10 septembre 1794 à Nantes et mort le 6 mai 1878 à Paris, est un organiste et compositeur français.

## Biographie
D’une vieille famille de notables établie depuis fort longtemps dans la cité nantaise, son père, François-René Benoist, était un ancien négociant ruiné avant la Révolution devenu chef de bureau à la préfecture, et sa mère, Marie-Pélagie-Victoire Finetty, d’une famille de musiciens, enseignait le piano à son domicile.
Dans sa jeunesse, à Nantes, il prend ses premières leçons de musique et de piano avec Georges Scheyermann. Considéré comme un enfant prodige, il joue, alors qu'il n'a pas encore 12 ans, une sonate composée par son maître, lors d'un concert en 1806.
Monté à Paris à seize ans, il entre en 1811 au Conservatoire de Paris, où il étudie le piano avec Jean-Louis Adam et l'harmonie avec Charles-Simon Catel. Il est le lauréat de nombreux prix : dès 1811, il remporte le premier prix d'harmonie ; en 1813, le second prix de piano ; en 1814, le premier prix de piano et enfin, en 1815, le Prix de Rome pour sa cantate Œnone. Envoyé en Italie comme pensionnaire du gouvernement, il passe trois ans à Naples et à Rome, avant de revenir à Paris au début de 1819.
Très habile improvisateur à l'orgue, il remporte, de retour à Paris en 1819, le concours pour les orgues de la Chapelle royale à vingt-cinq ans et devient organiste du roi à la chapelle des Tuileries, successivement sous Louis XVIII, Charles X puis Napoléon III.
Le 1er avril 1819, il est nommé professeur de la classe d’orgue et d’improvisation au Conservatoire, classe qui n’existait pas et qui a été créée pour lui. Il y a compté parmi ses élèves César Franck, qui lui succédera en 1871, Charles-Alexis Chauvet, Théodore Salomé, Camille Saint-Saëns, Charles Lecocq, Louis James Alfred Lefébure-Wély, Adolphe Miné, Paul Wachs, Émile Paladilhe, Renaud de Vilbac et Adolphe Adam, Charles-Alexandre Fessy, Garaudé fils, Eugène Vauthrot, Édouard Batiste, Alkan ainé, François Bazin, Pierre-Edmond Hocmelle, Duvernoy, Auguste Bazille, Joseph Franck (de), Georges Bizet, Charles Colin, Adolphe Deslandres, Théodore Dubois, Alexis-Henri Fissot, Albert Lavignac. Henri Maréchal souligne qu’il jouissait dans l'établissement, après quarante-sept ans de bons et loyaux services, d'une « sorte de vénération que lui méritaient son talent comme aussi la pléiade de brillants élèves qu'il avait formés ».
En 1860, il est, en qualité de professeur du Conservatoire de Paris ainsi qu'organiste de la chapelle impériale, l'un des trois vice-présidents du Congrès pour la restauration du plain-chant et de la musique de l'Église. Au mois de février ou de mars 1872, il a pris après cinquante-trois années d’exercice, seul exemple d’une aussi longue carrière dans cet établissement, sa retraite.
Il est fait chevalier de la Légion d’honneur le 16 novembre 1851.

## Œuvres
Il a écrit deux opéras, quatre ballets, une messe de requiem, et de nombreuses pièces pour orgue.
- Léonore et Félix, opéra-comique, 1821.
- Chœur d'adieu, 1836.
- La Gipsy, ballet, 1839.
- Le Diable amoureux, ballet, 1840.
- Messe de Requiem pour trois voix d'homme et une d'enfant, avec accompagnement d'orgue ad libitum, 1842.
- Othello, opéra, 1844.
- L'Apparition, opéra, 1848.
- Nisida ou les Amazones des Açores, ballet (livret d'Eugène Deligny), 1848.
- Pâquerette, ballet (avec Arthur Saint-Léon), 1851.
- Messe à 4 voix, orgue et orchestre, 1861.
- Ave Maria pour mezzo-soprano.
- Kyrie à 4 voix.
- O Salutaris à une voix.
- Cantique à la Sainte Vierge.

## Pièces pour orgue
- Bibliothèque de l’Organiste, série de Suites en 12 cahiers, publiés entre 1841 et 1861 à Paris, Veuve Canaux.
- Recueil de quatre morceaux pour orgue : Andante, Fugue sur le chant de Pange lingua, Marche religieuse, Communion, Paris, Graff, 1878.
- Deux Préludes, Paris, Au Ménestrel, Heugel et Cie, collections de La Maîtrise, publiées sous la direction et avec notes de L. Niedermeyer et J. D’Ortigue (La Grande Maîtrise), vers 1860.

### Catalogue détaillé
Bibliothèque de l’Organiste, Suites de Pièces pour l’Orgue. Suites 1-6 : 1841-1842; Suites 7-12: 1859-1861.
- 1re Suite

Offertoire nº 1 en ut majeur
Offertoire nº 2 en fa majeur
Grand Chœur nº 1 en mi mineur
- 2e Suite

Offertoire nº 3 en si bémol majeur
Offertoire nº 4 en ut majeur
Grand Chœur nº 2 en ut majeur
- 3e Suite

Offertoire nº 5 en mi bémol majeur
Offertoire nº 6 en fa majeur
- 4e Suite

Élévation nº 1 en ré majeur
Offertoire nº 7 en ut majeur
Élévation nº 2 en mi bémol majeur
Élévation nº 3 en si bémol majeur
Élévation nº 4 en sol majeur
- 5e Suite. Pièces de différents caractères. (1841)

Pièce nº 1 en ut majeur
Élévation nº 5 en ut majeur
Élévation nº 6 en ut majeur
Pièce nº 2 en ut majeur
Pièce nº 3 en sol majeur
Pièce nº 4 en sol majeur
Grand Chœur en ré majeur
- 6e Suite (1842)

Pièce nº 5 en sol majeur
Pièce nº 6 en sol majeur
Pièce nº 7 en fa majeur
Pièce nº 8 en ut majeur
Pièce nº 9 en ut majeur
Pièce nº 10 en si bémol majeur
Pièce nº 11 (Introduction) en sol majeur
- 7e Suite (1859)

Offertoire nº 8 en ut majeur
Offertoire nº 9 en ré majeur
- 8e Suite (1859)

Rentrée de procession en mi bémol majeur
Élévation nº 5 (7) en ut majeur
Rentrée de procession en sol majeur
Élévation nº 6 (8) en ré majeur
Sortie en fa majeur
Pièce nº 12 en si bémol majeur
- 9e Suite (1860)

Rentrée de procession en ut majeur
Solo de hautbois en ut majeur
Moderato sempre legato en ut majeur
Communion en fa majeur
Rentrée de procession en sol majeur
Verset en sol majeur
Sortie en la majeur
Offertoire en la majeur
- 10e Suite (1860)

Premier prélude en ut mineur
Deuxième prélude en ut majeur
Premier verset en ut mineur
Deuxième verset en ut majeur
Duo en ut mineur
Offertoire en ut majeur
Prélude à 5 parties en ré majeur
Andante en ré majeur
Petit verset en ré mineur
Prélude en sol mineur
Amen en mi bémol majeur
Communion en mi bémol mineur
Trio en mi bémol majeur
- 11e Suite (1861)

Communion en fa majeur
Prière en fa majeur
Communion en fa majeur
Verset en fa majeur
Verset en sol majeur
Verset en sol majeur
Prière en sol majeur
Offertoire en sol mineur/majeur
Duo en sol majeur
- 12e Suite (1861)

Prélude en ré mineur
1er Verset en ré
2e Verset en ré
3e Verset en ré mineur
Communion en mi bémol majeur
Prélude en fa majeur
Verset en sol majeur
Cantabile en si bémol majeur
Prélude en ut majeur
Communion en ut majeur
Pièces diverses publiées dans :
La Maîtrise, Paris, Le Ménestrel (v. 1860)
- Prière en mi bémol majeur
- Marche religieuse en ut majeur
- Premier Prélude en fa majeur
- Second Prélude en sol majeur

L’Athénée Musical, Paris, M. V . Sultzer (1868)
- Prière en mi bémol majeur

Recueil de 4 Morceaux pour orgue, Paris, Graff (1878)
- Andante en la mineur/majeur
- Fugue sur le chant de Pange lingua en ré
- Marche religieuse en fa majeur
- Communion en sol majeur

Répertoire de musique religieuse pour orgue ou orgue expressif
- Offertoire en ré majeur

Les Maîtres français de l’Orgue aux XVIe, XVIIe et XVIIIe siècles, Félix Raugel, Schola Cantorum; antiennes sur : 
- Kyrie « Orbis factor » (Chant à la basse)
- Kyrie « Orbis factor » (Chant au soprano)
- Ave maris stella

## Rééditions
Une partie de l’œuvre pour orgue de François Benoist a été rééditée par les Éditions Musicales Chanvrelin, Paris, 1997 :
Offertoire n° 5 (mi b), Élévation n° 1, Offertoire n° 6 (fa), Élévation n° 3 (si b), Pièce n° 3 (sol), Pièce n° 12 (Flûtes), Offertoire n° 4 (ut), Pièce n° 4 (sol), Grand Chœur n° 1 (mi mineur), Élévation n° 4 (sol), Pièce n° 1 (ut), Offertoire n° 7 (ut), Ave Maris Stella, Kyrie des semi-doubles.
Les Éditions Publimuses (Boulogne-Billancourt) ont publié une intégrale des pièces d’orgue, éditée par François Sabatier et Nanon Bertrand (épuisée) : vol. I, 1996, 230 p., vol. II, 1999, 220 p.
Une nouvelle intégrale en 4 vol. est désormais disponible à la Société de musique française du XIXe siècle - Publimuses :
- Vol. I (2009) : Bibliothèque de l'Organiste (Suites no 1 à 4) : Offertoires 1-7, Grands Chœurs 1-2, Élévations 1-4.
- Vol. II (2010) : Bibliothèque de l'Organiste (Suites no 5 à 8) : Pièces 1 à 12, 4 Elévations, Introduction no 11, Grand Chœur, Rentrée de procession, Sortie.
- Vol. III (2013) : Bibliothèque de l'Organiste (Suites no 9 à 12) : Rentrées de procession, Solo de hautbois, Communions, Versets, Préludes, Communions, Prières, etc. (41 pièces)
- Vol. IV (2015) : Pièces diverses issues de La Maîtrise, L'Athénée musical, Répertoire de musique religieuse (Marches religieuses, Prière, Préludes, Offertoire), Recueil de 4 Morceaux pour orgue (Andante, Fugue sur le chant de Pange lingua, Marche religieuse, Communion), Antiennes sur le Kyrie Orbis factor et Ave maris stella.